# Rejon szereszowski
Rejon szereszowski (biał. Шарашоўскі раён, Szaraszouski rajon, ros. Шерешевский район, Szereszewskij rajon) – rejon w południowo-zachodniej części Białoruskiej SRR, w obwodzie brzeskim, istniejący de facto w latach 1940–1941 i 1944–1956, formalnie z punktu widzenia radzieckiego prawa 1940–1956. Utworzony został 15 stycznia 1940 roku, a jego terytorium obejmowało część dawnego powiatu prużańskiego województwa poleskiego II Rzeczypospolitej. Centrum administracyjnym rejonu było osiedle typu miejskiego Szereszów. 12 października 1940 roku dzielił się na 10 sielsowietów:
- Brody;
- Jałowa;
- Kotra;
- Krynica;
- Murawa;
- Papiałowa;
- Rowbick;
- Starawola;
- Suchopol;
- Szczerczewo[1].

W latach 1940–1945 rejon szereszowski był jednostką administracyjną legalną z punktu widzenia władz ZSRR. Z punktu widzenia prawa międzynarodowego (traktat ryski (1921), pakt o nieagresji Polska - ZSRR (1932), konwencja o definicji agresora (1933) i inne) jej utworzenie było nielegalne, a jej obszar stanowił część terytorium II Rzeczypospolitej pod okupacją ZSRR. W latach 1941–1944, w wyniku walk na froncie wschodnim II wojny światowej, terytorium rejonu znajdowało się pod niemiecką okupacją.
W wyniku umowy polsko-radzieckiej z 16 sierpnia 1945 roku nowa granica między państwami przebiegła przez dotychczasowe terytorium rejonu szereszowskiego, czyniąc go rejonem granicznym. Tuż przed demarkacją nowej granicy władze rejonu podejmowały wysiłki na rzecz włączenia w jego skład części terytorium przyznanego Polsce. Argumentowano, że przyłączenie do Białoruskiej SRR węzła kolejowego w Hajnówce da możliwość mieć sieć kolejową Brześć-Grodno. Prośby te nie zostały jednak spełnione. W wyniku prac mieszanej komisji polsko-radzieckiej granica uległa korekcie na rzecz Polski, do której z rejonów szereszowskiego i brzostowickiego włączono 40 miejscowości. Liczyły one w sumie 1414 gospodarstw (798 polskich i 616 białoruskich) zamieszkanych przez 7143 osób. Wszystkie białoruskie gospodarstwa zostały wysiedlone w głąb Białoruskiej SRR, ponieważ znajdowały się w 800-metrowym pasie granicznym.
16 lipca 1954 roku w granicach rejonu utworzony został sielsowiet Bakuny. 17 grudnia 1956 roku rejon został zlikwidowany, a wszystkie wchodzące w jego skład sielsowiety włączone do rejonu prużańskiego.